# Bowery Ballroom

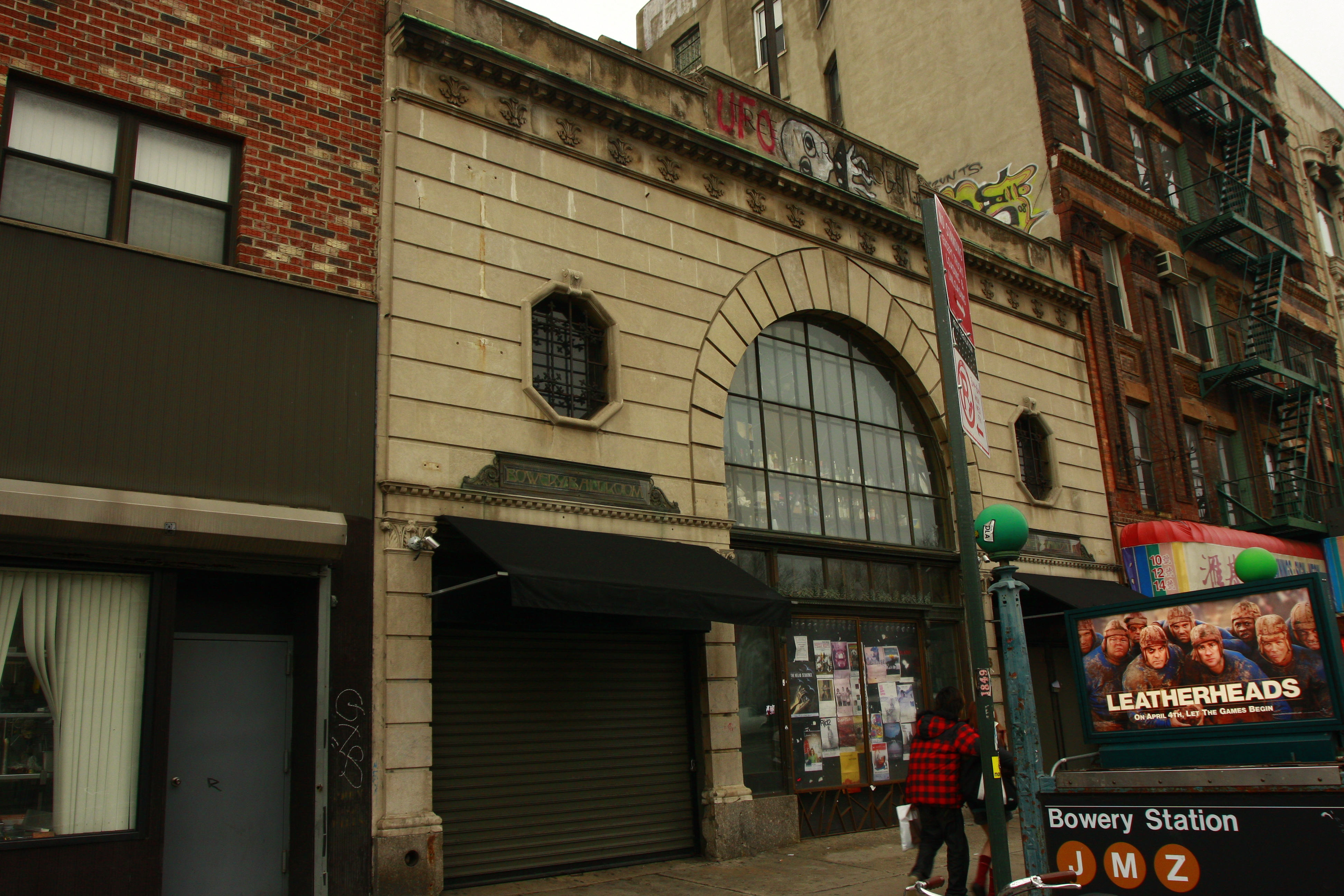
L'entrée de la Bowery Ballroom.

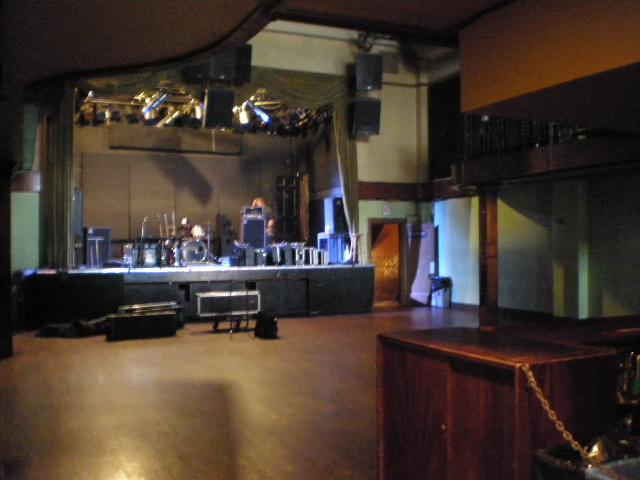
La scène de la Bowery Ballroom.

La Bowery Ballroom est une salle de concert de New York, située au 6 Delancey Street dans le quartier de Bowery. Elle a une capacité de 600 spectateurs.